# .kkrieger
.kkrieger (do alemão Krieger, significando guerreiro) é um jogo eletrônico de tiro em primeira pessoa criado pelo grupo da demoscene alemã .theprodukkt. O jogo ainda está em fase beta de desenvolvimento, e foi lançado sob licença gratuita (freeware).
O jogo inteiro utiliza apenas 97,280 bytes (95 Kb) de espaço, apesar de conter grande qualidade gráfica - em contraste com jogos atuais que ocupam CDs ou DVDs inteiros: um DVD comum possui aproximadamente 5,7 gigabytes - mais de 50,000 vezes mais do que o jogo completo. .kkrieger venceu dois prêmios de desenvolvimento de jogos na "Deutscher Entwiclerpreis" em 2006: inovação e avanços.
O grupo .theprodukkt está desenvolvendo .kkrieger desde 2002, utilizando o software criado por eles mesmos chamado .werkkzeug. Em 2014, o código-fonte da terceira versão do .werkkzeug foi disponibilizado gratuitamente na internet pelos desenvolvedores, em licença BSD ou como domínio público.

## Características
.kkrieger utiliza técnicas de geração procedimental de texturas e modelos 3D, em que o material é criado em tempo real a partir de algoritmos, em contraste com o paradigma padrão em que os objetos são inteiramente arquivados.
As texturas são geradas a partir de um histórico de instruções, ao invés de se armazenarem todos os pixels num bitmap. Texturas arquivadas dessa forma podem ter tão pouco quanto 300 bytes e podem ser redimensionadas para qualquer tamanho. Os modelos são criados a partir de sólidos básicos como esferas ou cubos, que são deformados e transformados até assumirem a forma desejada, sem arquivar separadamente cada vértice de um modelo. Os sons e a música são produzidos por um sintetizador chamado V2, que recebe continuamente dados MIDI, para produzir música em tempo real.
Esses processos requerem que todas as texturas sejam criadas e levadas ao formato usual (bitmaps, por exemplo) antes de exibi-las. Por essa razão, o jogo tem um demorado tempo de carregamento e requer um computador de considerável capacidade para ser executado normalmente.